# Abedalá ibne Bologuine
Abedalá ibne Bologuine/Boloquine em árabe: عبد الله بن بلكين بن حبوس; romaniz.: ʿAbd Allāh ibn Bulukīn ibn Ḥabūs) cognominado Almuzafar ("o conquistador"; 1056 — Mequinez, 1095) foi o quarto e último emir (rei) zírida da Taifa de Granada, que reinou de 1073 a 1090. Sucedeu nesse posto ao seu avô Badis ibne Habus

## Biografia
Quando o seu avô morre em 1073, o território zírida no Alandalus é dividido entre Abedalá e o irmão Tamime. Apesar de mais novo que Tamime, Abedalá tinha sido nomeado sucessor de Badis em 1065, preferindo-o ao filho Macçane (tio de Tamime e Abedalá). Quando subiu ao trono, Abedalá atribuiu o reino de Málaga ao seu irmão.
Em 1086, o emir abádida Almutâmide, o rei-poeta natural de Beja, que reina na Taifa de Sevilha vê o seu reino ameaçado pelo rei Afonso VI de Leão e Castela, pelo que pede ajuda ao emir almorávida Iúçufe ibne Taxufine, que recentemente tinha ganho o controlo de todo o Magrebe. Iúçufe responde ao pedido e vem em auxílio dos muçulmanos do Alandalus. As forças muçulmanas aliadas derrotando Afonso VI a 23 de outubro de 1086 na batalha de Zalaca, perto de Badajoz, mas não tardaria que Iúçufe se virasse contra Almutâmide e o destronasse, o mesmo acontecendo com os irmãos Bologuine que reinavam em Granada e Málaga.
Tamime, Abedalá e Almutâmide são enviados como prisioneiros ao Magrebe Ocidental (atual Marrocos). Tamime é enviado para o Suz, enquanto que Abedalá e Almutâmide ficam presos em Agmate, perto de Marraquexe. Durante o seu exílio em Agmate, Abedalá escreve as suas memórias e a história dos Zíridas em Granada, uma obra intitulada Al-Tibyan an al-haditha al-kaina bi-dawlat Bani Ziri fi harnata ("Uma Descrição da Queda da Dinastia Zírida em Granada").
Os três reis destronados pelos Almorávidas ficam no Magrebe Ocidental até morrerem.